# Walter Short
Walter Campbell Short (Alton, 30 marzo 1880 – Dallas, 9 marzo 1949) è stato un generale statunitense, responsabile nelle Forze Armate dell'esercito con il compito di difendere le installazioni militari degli Stati Uniti nelle Hawaii all'epoca dell'attacco giapponese a Pearl Harbor il 7 dicembre 1941.

## Biografia
Nato a Fillmore nel 1880, nel 1901 si laureò presso l'Università dell'Illinois. Successivamente fu nominato secondo tenente il 13 marzo 1902 e assegnato al Presidio di San Francisco.
Svolse il suo servizio nelle Filippine ed in Alaska e, nel 1916, prese parte alla spedizione in Messico in forza al 16º Reggimento di fanteria.
Durante la prima guerra mondiale servì in Francia nello Stato maggiore della 1ª Divisione, e poi come assistente del Capo di stato maggiore della 3ª Armata, al comando del generale Joseph Dickman, in forza all'American Expeditionary Forces.
Dopo la guerra divenne membro del Dipartimento Generale della Guerra e lavorò presso la sezione Estremo Oriente del Military Intelligence Division fino al 1924. In seguito frequentò l'Army War College e dopo aver conseguito il diploma fu un docente presso la scuola. In seguito comandò la 1ª Divisione di stanza a Fort Hamilton, New York, dal 1938 al 1940, prima di comandare il IV ed il I Corpo d'armata. Il generale George Marshall lo nominò al comando hawaiano l'8 febbraio 1941. Ha ricevuto la Distinguished Service Medal per aver avuto una brillante carriera in quel periodo, specialmente alla luce delle sue promozioni avute in tempo di pace.

## Pearl Harbor
Il 7 dicembre 1941 il generale Short fu rimosso dal comando delle Hawaii a seguito dell'attacco giapponese. Gli fu ordinato di tornare a Washington dal Capo di stato maggiore dell'esercito generale Marshall. Fu ridotto di grado da Tenente generale a Maggior generale, dal momento che il grado superiore ricoperto era provvisorio, non ancora ufficializzato.

### La Commissione Roberts
Una commissione d'inchiesta presieduta da Owen J. Roberts, giudice della Corte Suprema, conosciuta come Commissione "Roberts", si tenne subito dopo l'attacco a Pearl Harbor. Il generale Short, assieme al comandante della Pacific Fleet, l'ammiraglio Husband E. Kimmel, fu accusato di essere impreparato e di non aver svolto il suo dovere.
La relazione accusò che sia lui che Kimmel non presero sul serio un precedente avviso di guerra e non si prepararono per un attacco aereo. In una lettera del 24 gennaio 1941, infatti, il Segretario di stato alla Marina Frank Knox avvisò il Segretario della Guerra Henry L. Stimson che l'aggravarsi della situazione giapponese aveva chiesto una rivisitazione del problema della sicurezza della flotta del Pacifico e a Pearl Harbor, esortando a revisionare i piani di sicurezza comune, con il coordinamento delle operazioni di Esercito e Marina per evitare attacchi aerei a sorpresa.
Stimson rispose il 7 febbraio 1941, dicendo che una copia della lettera era stata inviata a Short, con direzione a collaborare con le autorità navali nel rendere efficaci le misure proposte. Short e Kimmel ricevettero le copie di queste lettere poco dopo aver assunto il comando.
La relazione dimostrò che gli ordini erano stati rispettati, ma che nessuna di queste condizioni fu inaugurata o mantenuta poiché i comandanti responsabili fallirono nel consultare e cooperare come necessario l'azione basata sulle avvertenze e adottarono misure conformi agli ordini impartiti dai loro Capi di Stato Maggiore e dai comandi di Marina ed Esercito a Washington.
La Commissione Roberts non fu una corte marziale o un tribunale; le indagini furono fatte per una ricerca.
Short si difese dichiarando, tra l'altro, che dopo il 27 novembre aveva ricevuto altri messaggi che sottolineavano le misure contro il sabotaggio e di attività sovversive e che, in generale, non ha ricevuto un preavviso adeguato e ha sofferto di mancanza di risorse. Lui e la sua famiglia hanno tentato di riavere il suo grado di tenente generale in pensione, contando sulla base del fatto che le avvertenze dal Dipartimento della guerra prima dell'attacco sono state vaghe e in conflitto.

## Ultimi anni
Il generale Short andò in pensione il 28 febbraio 1942 con il grado permanente di Maggior generale. Dopo aver lasciato l'esercito, diresse il Dipartimento del traffico in un impianto della Ford Motor Company a Dallas. Si ritirò nel 1946 e morì a Dallas nel 1949, a causa di una malattia cardiaca cronica.